# های-نلا، نیوجرسی
های-نلا (به انگلیسی: Hi-Nella) شهری در ایالت نیوجرسی کشور ایالات متحده آمریکا است که جمعیت آن در سرشماری سال ۲۰۱۰ میلادی، ۸۷۰ نفر بوده‌است.